# Berrueco
Berrueco é um município da Espanha na província de Saragoça, comunidade autónoma de Aragão. Tem 19,48 km² de área e em 2021 tinha 35 habitantes (densidade: 1,8 hab./km²).

## Demografia
| Variação demográfica do município entre 1991 e 2004 | Variação demográfica do município entre 1991 e 2004 | Variação demográfica do município entre 1991 e 2004 | Variação demográfica do município entre 1991 e 2004 |
| --------------------------------------------------- | --------------------------------------------------- | --------------------------------------------------- | --------------------------------------------------- |
| 1991                                                | 1996                                                | 2001                                                | 2004                                                |
| 43                                                  | 38                                                  | 37                                                  | 43                                                  |